# Джон Хол
Джон Хол (на английски: John Lewis „Jan“ Hall) е американски физик, носител на Нобелова награда за физика за 2005 г., заедно с Теодор Хенш, за „приноси в развитието на прецизната лазерна спектроскопия, включително за създаването на оптическия квантов синтезатор“. Получава и няколко други награди, сред които наградата „Макс Борн“ на Американското оптическо общество.

## Биография
Роден е на 21 август 1934 г. в Денвър, Колорадо. Завършва образованието си в Технологичния институт Карнеги, където получава бакалавърска (1956), магистърска (1958) и докторска (1961) степени. От 1967 чете лекции в Колорадския университет в Боулдър.